# Rita Gross

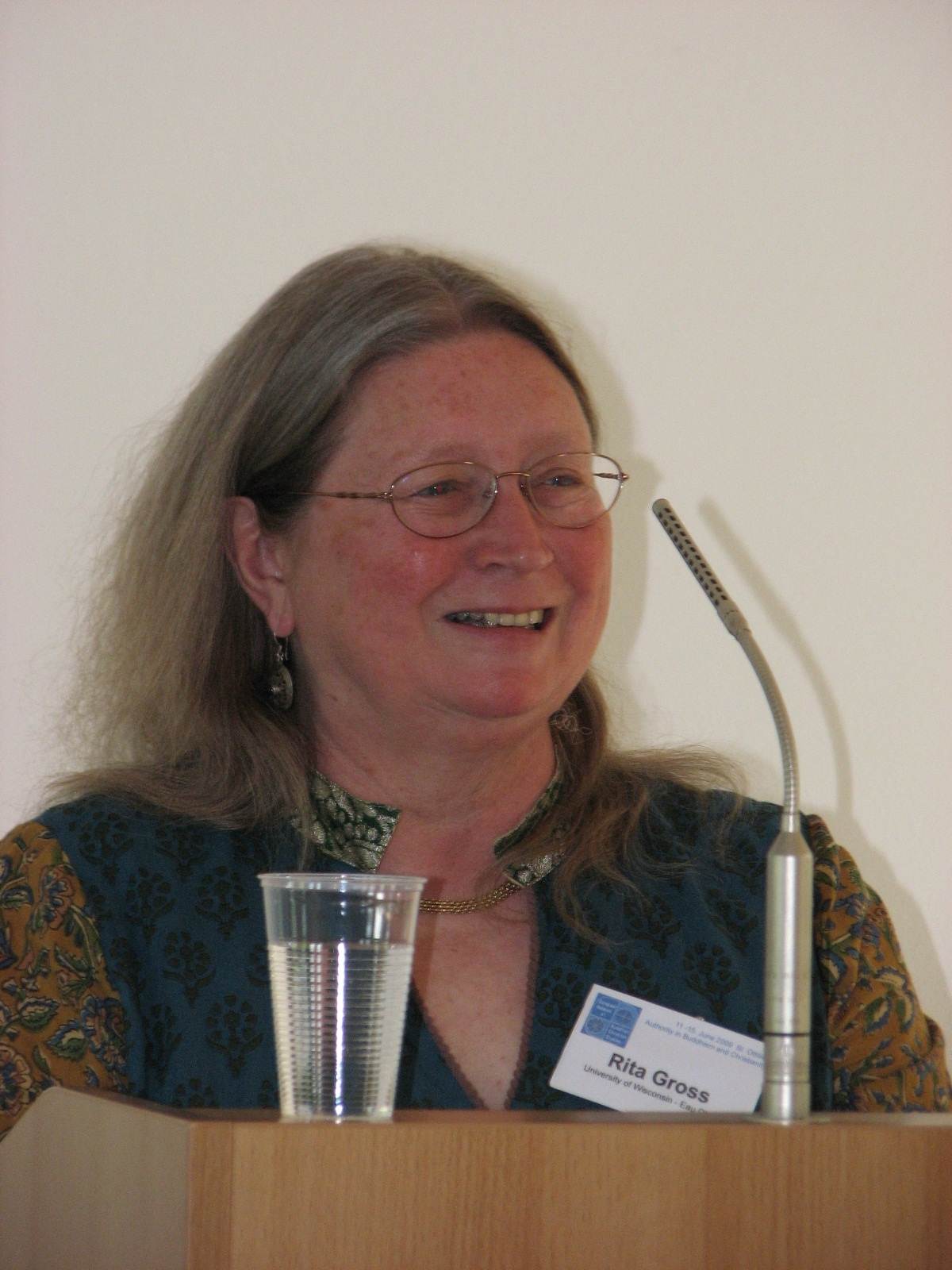
Rita Gross (2009)

Rita M. Gross (* 6. Juli 1943 in Rhinelander, Wisconsin; † 11. November 2015 in Eau Claire, Wisconsin) war eine US-amerikanische buddhistische Religionswissenschaftlerin und Verfechterin feministischer und religionspluralistischer Ansätze.

## Leben
Rita Gross wurde 1943 als einzige Tochter einer Farmersfamilie im nordwestlichen Wisconsin geboren und studierte an der University of Wisconsin–Milwaukee und der University of Chicago, wo sie auch 1975 ihre Dissertation Exclusion and Participation: The Role of Women in Aboriginal Australian Religions abschloss.
Gross, die in eine protestantische Familie geboren wurde, war wegen ihres Interesses für andere Religionen im Alter von 21 Jahren von der Kirche (Evangelisch-Lutherische Wisconsin-Synode) exkommuniziert worden. Nach einem Jahrzehnt einer Affinität mit dem Judentum, wobei sie in den Jahren in Chicago auch Mitglied in Synagogen war und mehrere Artikel zur jüdisch-feministischen Theologie verfasste, fühlte sich Gross vom Buddhismus, vornehmlich vom Vajrayana angezogen. Insbesondere nach ihrer Übersiedlung nach Eau Claire (Wisconsin) 1973 und dem Tod ihres Lebensgefährten begann eine intensive Auseinandersetzung mit dem und schließlich 1977 der Übertritt zum Buddhismus. Als langjährig praktizierende Buddhistin vertrat sie auch als Buddhismus-Lehrende (Acharya) einen traditionspluralistischen und nicht-sektiererischen Ansatz (Rime). Rita Gross wurde 2005 von Jetsün Khandro Rinpoche zur Lopön ernannt, um die Lehre des Buddha in der tibetischen Shambhala-Tradition zu lehren. Ihr Anliegen war eine Integration von klassisch buddhistischen und aufgeklärt wissenschaftlichen Methoden. Sie genoss weltweite Anerkennung als Pionierin der Gender-Forschung in den Religionen. Ihr Hauptwerk Buddhism after Patriarchy gilt als Weckruf für eine kritische Hinterfragung der historischen Entwicklung der Geschlechterrollen im Buddhismus.
Bis zu ihrer Emeritierung 1998 wirkte Gross als Professorin für Vergleichende Religionswissenschaften an der University of Wisconsin-Eau Claire. Danach reiste sie viel, hielt Vorträge, Workshops und Vorlesungen an Universitäten und buddhistischen Instituten und wurde als Teilnehmerin an interreligiösen Veranstaltungen sehr geschätzt. Gross war jahrelang Mitherausgeberin des Journal of Buddhist-Christian Studies und leitendes Mitglied in der renommierten „Society for Buddhist-Christian Studies“.
Gross starb an den Folgen eines Schlaganfalls, den sie Ende Oktober 2015 erlitten hatte.